# Cnemotettix pulvillifer
Cnemotettix pulvillifer är en insektsart som beskrevs av Andrew Nelson Caudell 1916. Cnemotettix pulvillifer ingår i släktet Cnemotettix och familjen Anostostomatidae. Inga underarter finns listade i Catalogue of Life.